# Іфе
Іфе (англ. Ife, йоруба Ilé-Ifè) — місто в Нігерії, в штаті Осун. В історії одне з головних міст-держав народу йоруба. В легендах йоруба вважається прабатьківщиною.

## Сучасний стан
326 тисяч мешканців (2004). Вузол шосейних доріг. Пункт збору какао-бобів. Торговий центр сільськогосподарського району. Підприємства з виробництва пальмової олії, лісопиляння. Ремесла (ковальське і гончарство, ткацтво та ін.). Університет (заснований в 1961). Музей Іфе. Поблизу Іфе — видобування золота.

## Історія

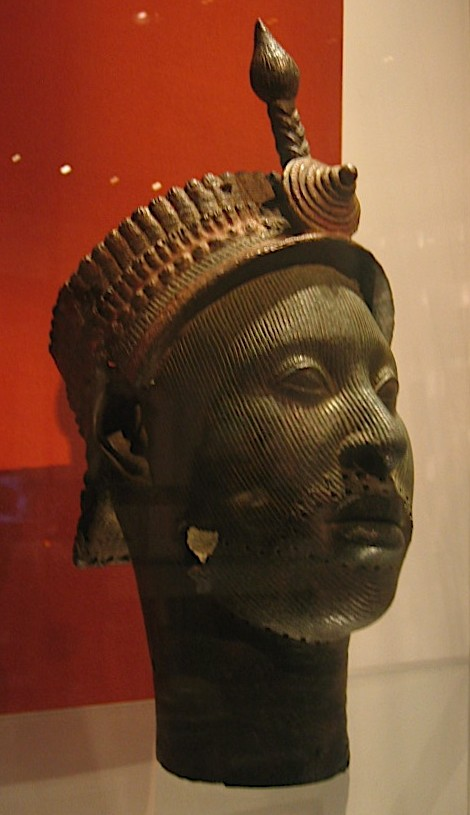
Бронзова скульптура голови правителя Іфе 12 ст., Британський музей

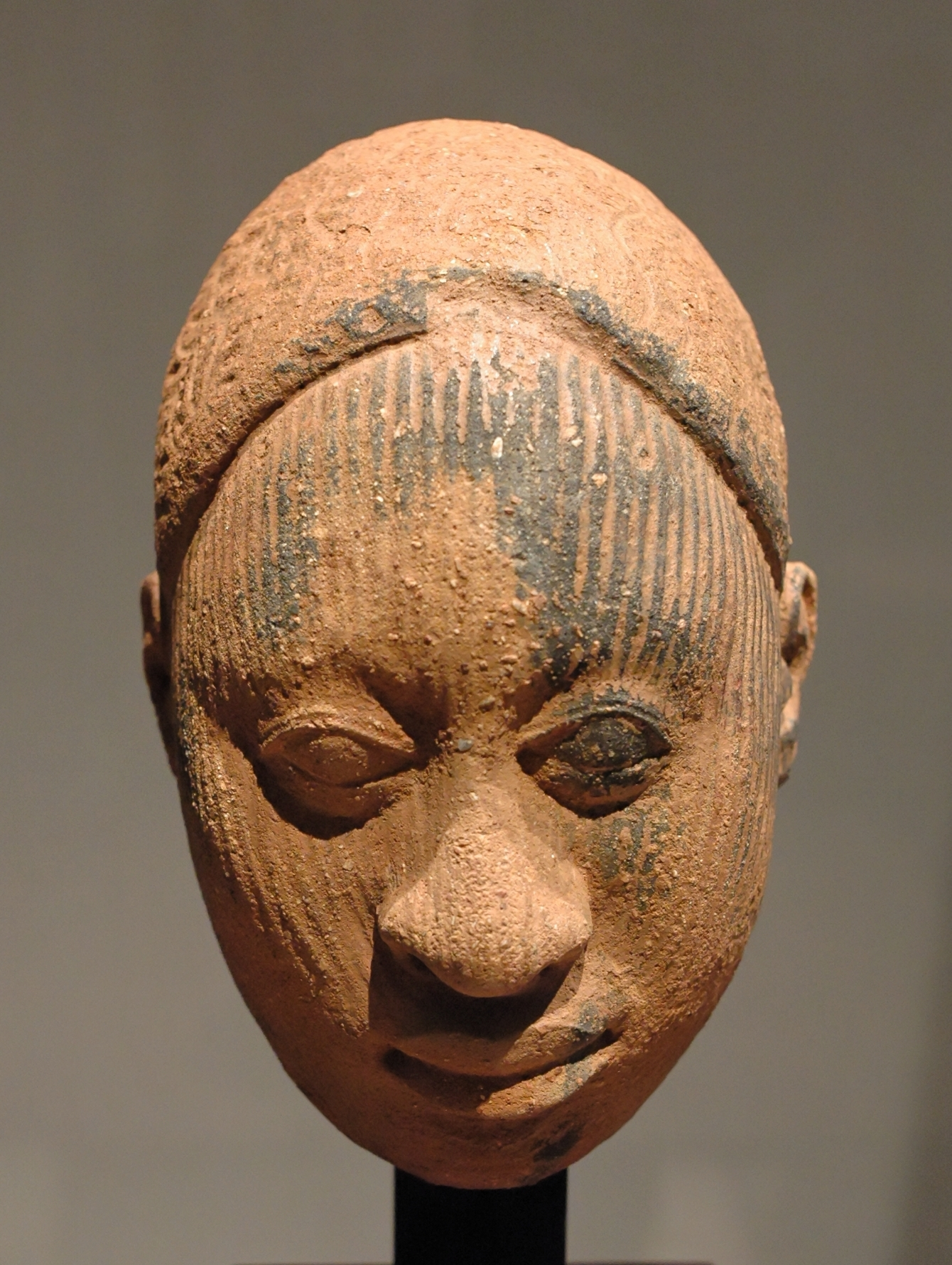
Теракотова скульптура
цивілізації Іфе. 12-14 ст.

Іфе — один з найважливіших осередків давньої цивілізації в Західній Африці. У 12-19 ст. Іфе — місто-держава народу Йоруба. Досі йоруба шанують Іфе як свою прабатьківщину. Засновники династій, що правили в Ойо і Беніні були вихідцями з Іфе. Періодичні дослідження Іфе проводилися з 1908 року, систематичні розкопки — з 1953 року.
Розквіт художньої культури Іфе, мабуть, пов'язаної своїми витоками з культурою Нок, сягає 12-14 ст. Знайдені в місті Іфе скульптури з бронзи і теракоти здобули світову популярність. Досконалістю і красою пластичних форм відрізняються теракотові голови, що ставилися на вівтарі для жертвоприношень. М'яко модельовані обличчя вражають тонкістю фактурних нюансів. Велика монументальність і узагальненість трактування властиві бронзовим головам, зображує богів і володарів Іфе. Нарядні головні убори і татуювання на обличчях надають їм певну декоративність. Не менш виразні бронзові напівфігури (мабуть, царів Іфе), у яких пружна пластичність і гармонійні пропорції поєднуються з багатством орнаментальних прикрас. Багатий і різноманітний світ пластичних образів (боги йорубанского пантеону, обожнені царі — «вони»), створені безіменними художниками Іфе, мабуть, служив своєрідним оформленням обрядів жертвоприношень на честь предків. Бронзова скульптура Іфе справила великий вплив на розвиток художньої культури Беніну. Деякі пам'ятники з каменю належать до більш раннього часу. Серед них Опа Ораньян («жезл Ораньяна» — могутнього воїна і сина засновника Іфе — Одудуа) — гранітний стовп заввишки 5,16 м.
Крім того, у районі Іфе знайдено (1953, 1957) понад 30 тисяч фрагментів керамічних виробів. Після європейського завоювання культура залізної доби Іфе занепала.
У місті Іфе, який сьогодні звуть Іле-Іфе (сім'я любові), знаходиться відомий храм Оке Іташе, він стоїть на священному пагорбі. За легендами, він був побудований Орунміла і в ньому служать 16 жерців — хранителів Оду.